# Steinchisma laxum
Steinchisma laxum är en gräsart som först beskrevs av Olof Swartz, och fick sitt nu gällande namn av Fernando Omar Zuloaga. Steinchisma laxum ingår i släktet Steinchisma och familjen gräs. Inga underarter finns listade i Catalogue of Life.